# Синостоз

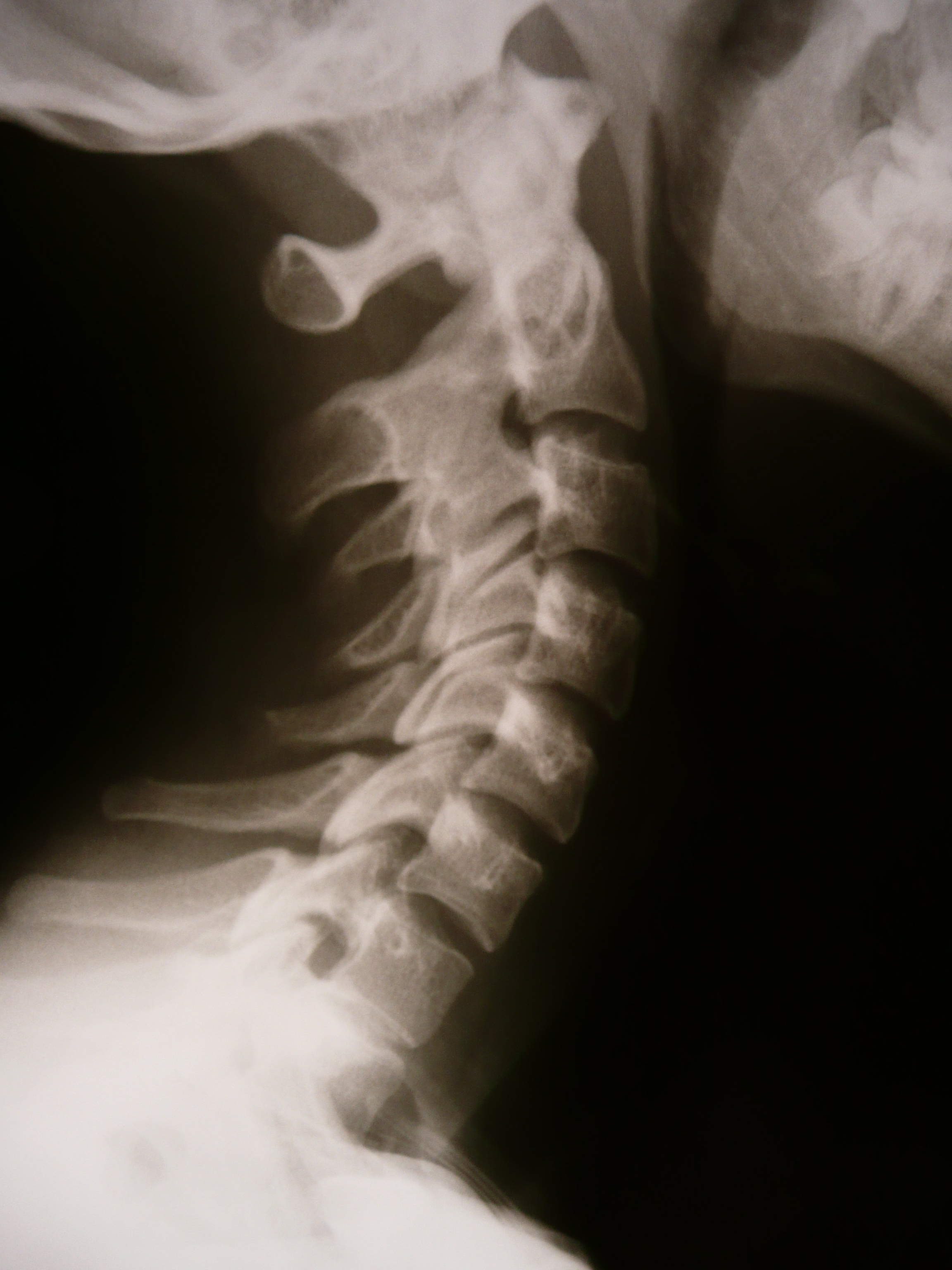
Синостоз шейного отдела позвоночника

Синосто́з (от др.-греч. σίν- — «с» и оστός — «кость») — вид непрерывного соединения костей посредством костной ткани. Термин принадлежит к Basle Nomina Anatomica. Костная ткань в синостозе образуется из мезенхимы при десмальном остеогенезе и из хряща при хондральной. Таким образом, во втором случае синостоз появляется по мере окостенения синхондроза.  

## Клинические формы
Синостоз может быть физиологическим и патологическим. В норме синостозом является соединение между отдельными костями основания черепа, тазовая кость, до 14—16 лет состоящая из трёх отдельных костей: подвздошной, седалищной, лобковой и крестец, изначально состоящий из 5 позвонков. Большинство синхондрозов являются временными, хрящевая прослойка между костями сохраняется лишь до определенного возраста, после чего хрящ замещается костной тканью и они превращаются в синостозы.
Патологический синостоз образуется в несвойственном месте и может вести к тяжелым заболеваниям, хотя иногда является случайной бессимптомной находкой. Он может возникать во внутриутробный период, например:
1. Краниостеноз[3];
2. Врождённый синостоз луче-локтевого соединения (Q74.0)[4];
3. Врождённый синостоз сустава мизинца стопы со сращиванием конечной и средней фаланги — относительно частая бессимптомная находка;
4. Врождённый синостоз запястья (Q74.0);
5. Синдром Энтли-Бикслер[англ.], включающий, среди прочего, краниосиностоз, синостоз луче-локтевого соединения, плечелучевой (реже — плечелучелоктевой) синостоз, синостоз в запястья (крючковидной и головчатой кости)  и предплюсна[5];
6. Синдром Клиппеля — Фейля;
7. Блокирование (конкресценция) позвонков, имеющее много возможных вариантов.

В других случаях патологический синостоз возникает на разных этапах дальнейшего роста, например синостоз предплюсны, возникающий в период от 9 до 17 лет. Возможно приобретённое блокирование позвонков при инфекции (туберкулёз, бруцеллёз, брюшной тиф) или неспецифическом воспалении (остеомиелит) и выраженном остеохондрозе в стадии фибротизации диска. Приобретённый синостоз вследствие заболевания сустава называют анкилозом, а созданный в медицинских целях — артродезом.